# Hackensack (New Jersey)
Hackensack ist eine Stadt im Bergen County, New Jersey, USA und dessen County Seat (Verwaltungssitz). Das U.S. Census Bureau hat bei der Volkszählung 2020 eine Einwohnerzahl von 46.030 ermittelt.

## Geographie
Nach dem amerikanischen Vermessungsbüro hat die Stadt eine Gesamtfläche von 11,2 km², wovon 10,7 km² Land und 0,5 km² (4,41 %) Wasser ist.
Die Stadt liegt im äußersten Nordosten von New Jersey am Hackensack River.

### Nachbarorte
Hackensack grenzt an folgende Ortschaften:
| Paramus           | River Edge                                  |                               |
| Lodi, Maywood     | Kompassrose, die auf Nachbargemeinden zeigt | Bogota, Teaneck               |
| Hasbrouck Heights | South Hackensack, Teterboro                 | Little Ferry, Ridgefield Park |

## Geschichte
Vor der Gründung Hackensacks siedelten die zu den Lenni Lenape gehörenden Achkinheshecky in Hackensack. Auf dessen Stammesführer „Sagamore of Hacquinsacq“, Oratam (geboren 1577), geht auch der Name der Stadt zurück, der 1664 das Land bei der Stadt an die ersten Siedler in der Region übertrug. Hackensack selbst bedeutet so viel wie Flussmündung und wurde wohl abgeleitet vom Namen Achkinheshecky.
Zuerst wurde auf dem Gebiet der Stadt von den Niederländern 1639 ein Handelsposten errichtet, der später von französischen Hugenotten besetzt wurde und schließlich 1688 von den Briten. Zu dieser Zeit war der Ort noch als New Barbadoes bekannt; den heutigen Namen erhielt die Stadt erst 1921 nach einer Referendumsabstimmung. Im Jahr 1769 wurde die erste Schule im Ort dokumentiert.
Während der Amerikanischen Revolution war Hackensack inmitten des Kriegsgeschehens. Am 20. November 1776 zog General George Washington in die Stadt ein und errichtete auf dem Gemeindeland seinen Sitz, zog sich jedoch später weiter vor den britischen und hessischen Streitkräften zurück. Sein General Enoch Poor starb 1780 in der Stadt, heute erinnert in Hackensack ein Denkmal an ihn. Er wurde bei der First Reformed Dutch Church begraben,  der zweitältesten Kirche in New Jersey.
Nach dem Krieg begann Hackensack zu wachsen. Im Jahr 1834 bestand die Siedlung aus 150 Häusern mit rund 1000 Einwohnern. Der Ort hatte drei Kirchen und zwei Schulen. Innerhalb von nur sechs Jahren wuchs die Bevölkerungszahl auf 2631 Einwohner an. Bis zur Ankunft der Northern Valley Railroad in der Stadt im Jahr 1850 wurde im Ort weiterhin mehrheitlich Niederländisch gesprochen. 1871 wird in der Stadt eine Feuerwehr gegründet, 1906 folgt das Polizeidepartement.
Zwischen 1820 und 1920 wuchs die Stadt hauptsächlich durch Zuwanderung. Vor 1883 kamen die Einwanderer hauptsächlich aus England, Schottland, Holland, Frankreich und Skandinavien. In der zweiten Welle zwischen 1890 und 1920 mehrheitlich aus Italien, Irland, Polen, Griechenland, Russland und anderen Ländern. In einer dritten Einwanderungswelle ab den 1960er-Jahren kamen hauptsächlich Zuwanderer aus Kolumbien und Ecuador. Nach wie vor ist Hackensack ein beliebtes Ziel für Einwanderer, so waren 2022 40,2 % der Einwohner im Ausland geboren.

## Demografie
Nach der Volkszählung von 2020 gibt es 46.030 Menschen und 19.995 Haushalte in der Stadt. Dies ist ein Bevölkerungsanstieg um 3.020 Personen gegenüber der Volkszählung von 2010.
Die Durchschnittshaushaltsgröße beträgt 2,23 und die Bevölkerungsdichte beträgt 4.240,6 Einwohner pro km². 43,6 % der Bevölkerung sind nach eigenen Angaben Weiße, 24,8 % Afroamerikaner, 0,1 % Indigene, 13,2 % Asiatische Amerikaner, 0,0 % Pazifische Insulaner; 8,2 % geben zwei oder mehr ethnische Gruppen an. 10,0 % nennen eine andere, nicht spezifizierte Abstammung. 36,4 % sind Hispanics oder Latinos unterschiedlicher Abstammung (verteilt auf die oben genannten Kategorien).
16,9 % der Bevölkerung sind unter 18 Jahre alt, 5,5 % unter 5 Jahre alt, 16,5 % sind älter als 65. Der Anteil an Frauen beträgt 52,6 %.
Das jährliche Durchschnittseinkommen der Haushalte beträgt 73.716 USD. Das Pro-Kopf-Einkommen der Stadt beträgt 40.337 USD. 12,4 %  leben unterhalb der Armutsgrenze.

## Politik
Die Stadt ist nach dem New Jersey Municipal Manager Law von 1923 organisiert. Dieses trennt die Regierung in den Bürgermeister und City Council, dass die Gesetze bestimmt sowie den City Manager, der die Gesetze ausführt.
Aktueller Bürgermeister ist John Labrosse, seine Stellvertreterin (Deputy) ist Kathy Canestrino. Insgesamt besteht das City Council, zusammen mit dem Bürgermeister und seiner Stellvertreterin aus fünf Personen.
Der amtierende City Manager ist Vincent Caruso.

### Partnerstadt
Hackensack ist seit 1952 Partnerstadt von Passau in Deutschland.

## Kultur
Der Tonmeister Rudy Van Gelder betrieb in den 1950er Jahren eines der bekanntesten und gefragtesten Aufnahmestudios der Vereinigten Staaten in Hackensack, bevor er 1959 nach Englewood Cliffs zog. Für Plattenlabel wie Riverside und Blue Note Records produzierte er im Wohnzimmer seiner Eltern Aufnahmen von Künstlern wie Thelonious Monk oder Cannonball Adderley. Thelonious Monk widmete der Stadt und Van Gelder die Komposition Hackensack. Billy Joel erwähnt die Stadt in seiner Komposition Movin’ Out (Anthony’s Song) von 1977: („Who needs a house out in Hackensack?“). Das Haus in Hackensack steht sinnbildlich für den hart erarbeiteten Traum der in die USA übersiedelten Migranten. 

## Verkehr

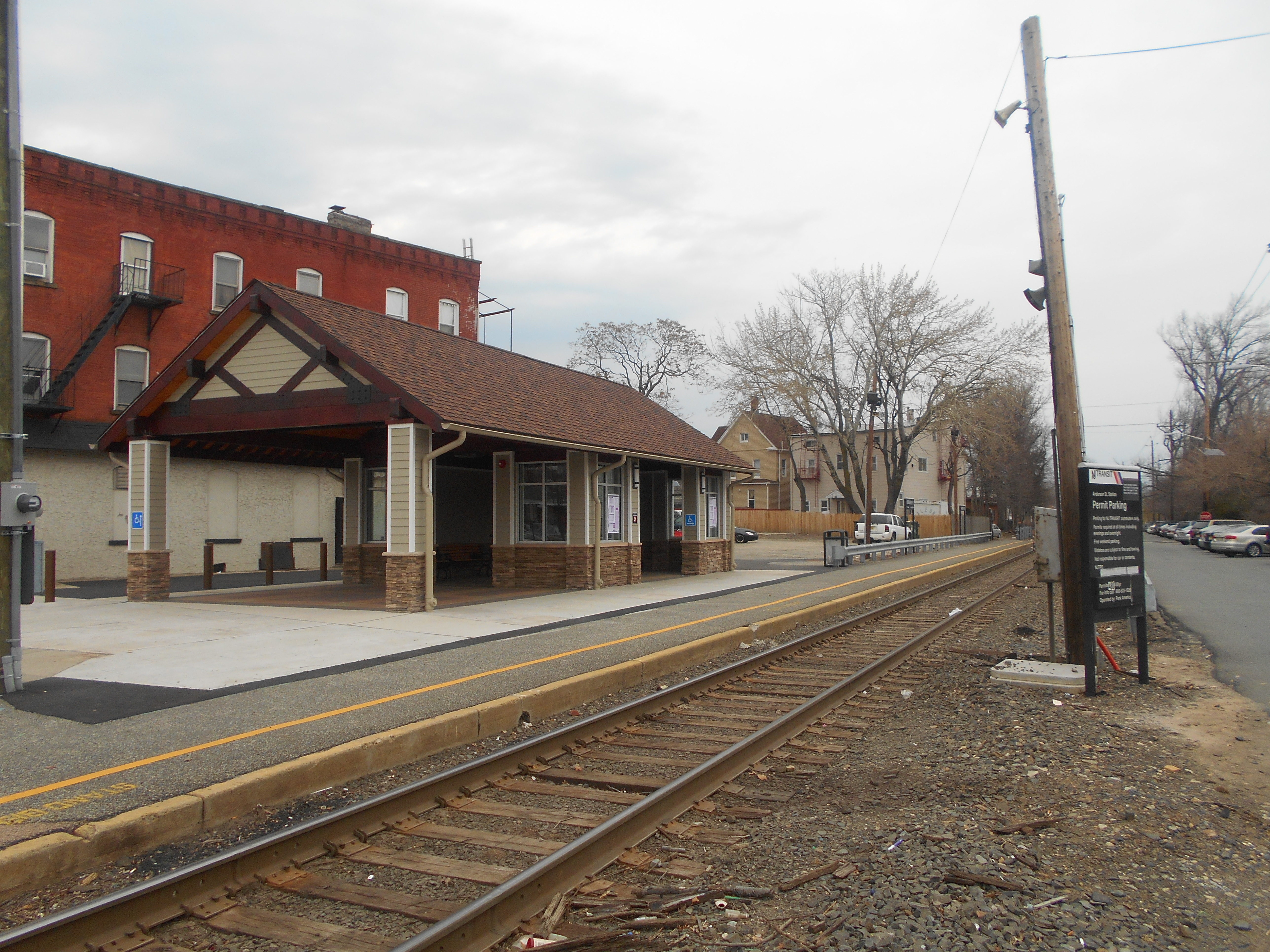
Die Anderson Street Station an der Pascack Valley Line.

### Individualverkehr
Die Interstate 80 von San Francisco nach Teaneck führt durch Hackensack und besitzt an dieser drei Ausfahrten.
Weiter führen die New Jersey Route 4 von Paterson zur Interstate 95, die New Jersey Route 17 von North Arlington nach Mahwah sowie die County Road 503 von East Rutherford nach Montvale durch die Stadt.

### Öffentlicher Verkehr
Die von Spring Valley nach Hoboken führende Pascack Valley Line von NJ Transit besitzt in Hackensack mit Essex Street und Anderson Street zwei Bahnstationen. Von Hoboken her besteht Anschluss über PATH nach Manhattan.
Der öffentliche Nahverkehr wird über verschiedene lokale und regionale Buslinien von NJ Transit sichergestellt.

## Söhne und Töchter der Stadt

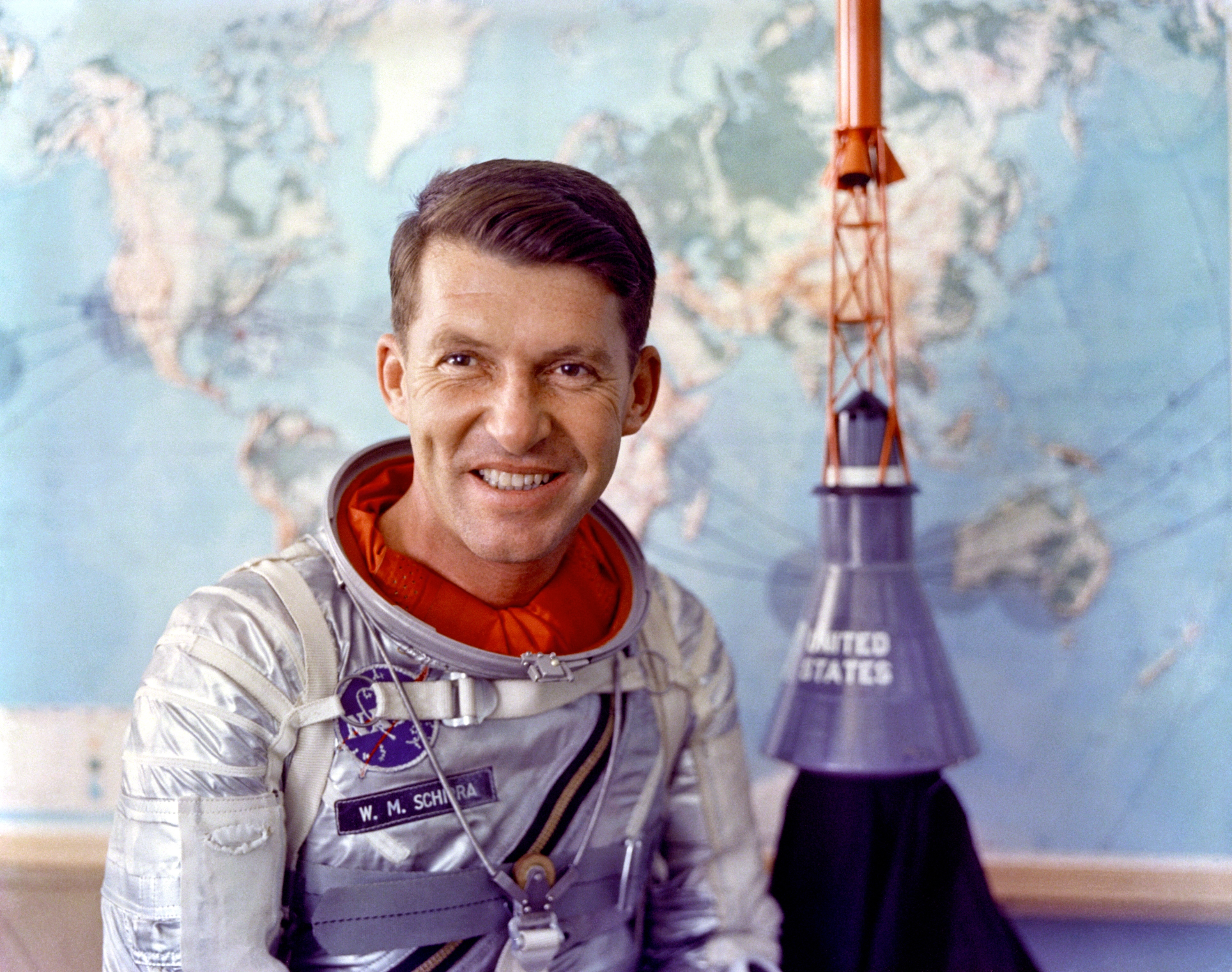
Walter Schirra

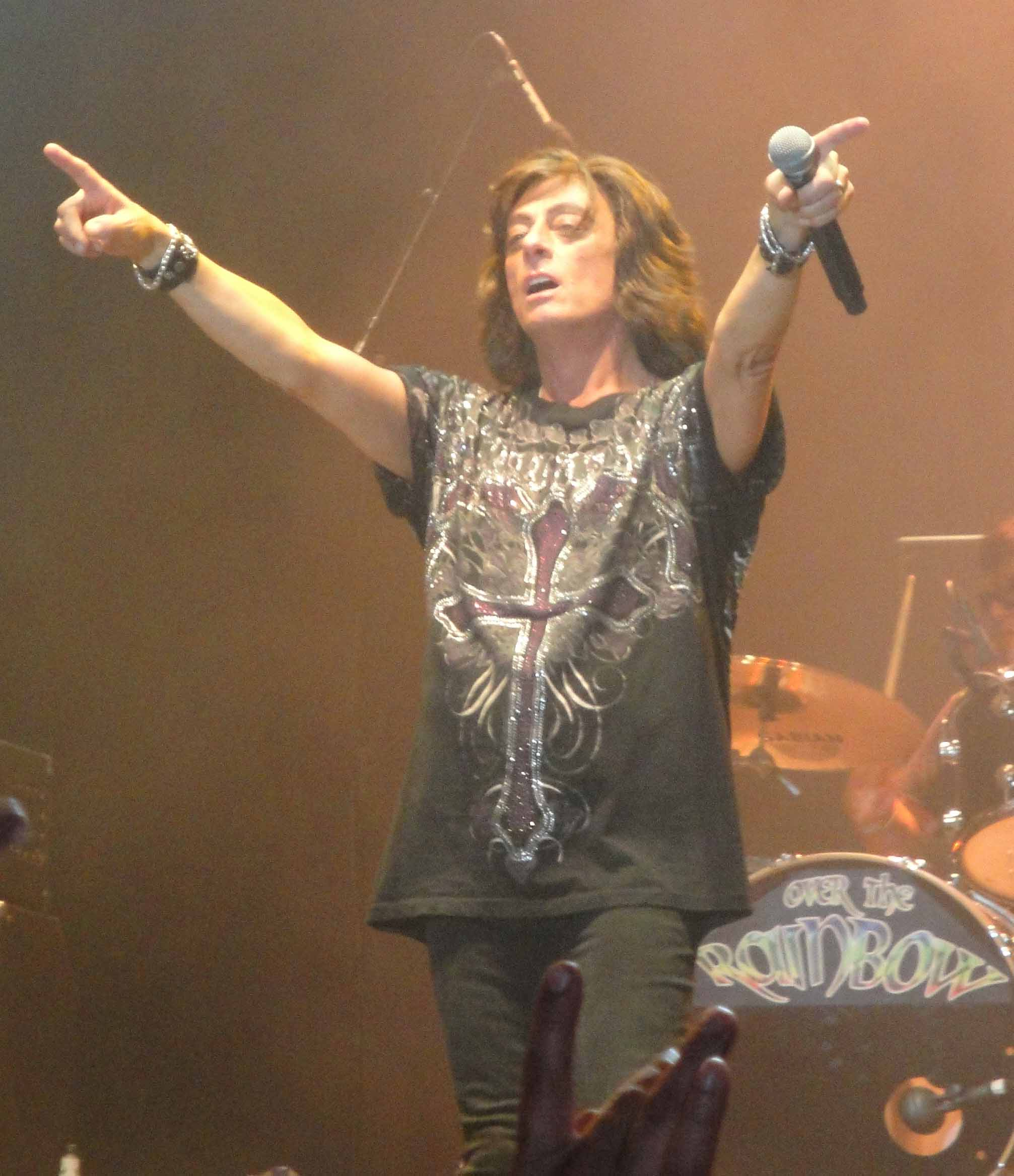
Joe Lynn Turner

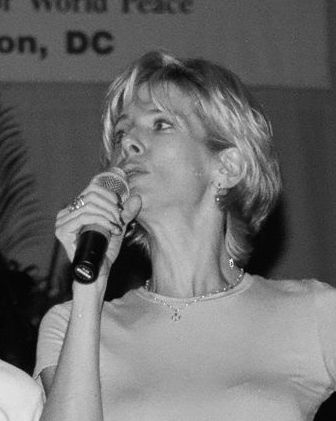
Debby Boone

- Richard Varick (1753–1831), Politiker und Bürgermeister von New York City
- George Cassedy (1783–1842), Politiker
- Anna Wessels Williams (1863–1954), Medizinerin und Hochschullehrerin
- Charles Lane Poor (1866–1951), Astronom und Astrophysiker
- Alice Ramsey (1886–1983), Automobilpionierin
- H. Kent Hewitt (1887–1972), Admiral der US Navy
- William B. Widnall (1906–1983), Politiker
- Kenneth Carroll Parkes (1922–2007), Ornithologe
- Walter Schirra (1923–2007), Astronaut
- Philip Carey (1925–2009), Schauspieler
- Whitey Mitchell (1932–2009), Jazz-Bassist und Autor
- Carol Arthur (1935–2020), Schauspielerin
- Dean Gallo (1935–1994), Politiker
- Gene Perla (* 1940), Jazzmusiker
- David Grisman (* 1945), Mandolinenspieler
- John Peter Oleson (* 1946), kanadisch-amerikanischer Archäologe
- Frank Capsouras (* 1947), Gewichtheber
- Mike Fratello (* 1947), Basketballtrainer
- Joe Lynn Turner (* 1951), Sänger der Rockbands Rainbow und Deep Purple
- William Arthur Pailes (* 1952), Astronaut
- David Boll (* 1953), Radrennfahrer
- Debby Boone (* 1956), Sängerin und Theaterschauspielerin
- David Remnick (* 1958), Journalist, Autor und Zeitungsredakteur
- Tom Kiesche (* 1969), Schauspieler
- Christian Hawkey (* 1969), Lyriker, Übersetzer, Herausgeber und Professor
- Otis Brown III (* 1974), Jazzmusiker
- Steve Mocco (* 1981), Ringer
- Enzo Amore (* 1986), Wrestler und Rapper
- Mark Ingram junior (* 1989), American-Football-Spieler
- Connor Jaeger (* 1991), Schwimmer
- Stephen Mozia (* 1993), nigerianisch-amerikanischer Kugelstoßer
- Coi Leray (* 1998), Rapperin und Sängerin
- Odafe Oweh (* 1998), American-Football-Spieler
- Gigi Perez (* 2000), Singer-Songwriterin
- Rachel Zegler (* 2001), Sängerin und Schauspielerin
- Hezly Rivera (* 2008), Turnerin

## Nachweise
1. 1 2 3 4 5 6  QuickFacts -Hackensack city, New Jersey. United States Census Bureau, abgerufen am 30. April 2023 (amerikanisches Englisch).
2. ↑  Feature (ID: 17595). In: ArcGIS REST Services Directory. Abgerufen am 30. April 2023 (amerikanisches Englisch).
3. ↑  George Mercer Scudder: Historic Facts About Hackensack. September 1999, S. 62 (hackensacknow.com [PDF; abgerufen am 30. April 2023]).
4. 1 2 3 4 5  About. The city of Hackensack, abgerufen am 30. April 2023 (amerikanisches Englisch).
5. ↑  Hackensack’s History. The Sack, abgerufen am 30. April 2023 (amerikanisches Englisch).
6. 1 2  Mayor & City Council. The city of Hackensack, abgerufen am 30. April 2023 (amerikanisches Englisch).
7. ↑  City Manager. The city of Hackensack, abgerufen am 30. April 2023 (amerikanisches Englisch).
8. ↑  Website Stadt Passau –  Partnerschaften und Städtefreundschaften (Memento des Originals vom 5. Dezember 2016 im Internet Archive)  Info: Der Archivlink wurde automatisch eingesetzt und noch nicht geprüft. Bitte prüfe Original- und Archivlink gemäß Anleitung und entferne dann diesen Hinweis.
9. ↑  NJ Bus/Rail Map. Abgerufen am 30. April 2023 (amerikanisches Englisch).